# Melton Mowbray
Melton Mowbray è una cittadina di  27 670 abitanti della contea del Leicestershire, nel Boraugh di Melton , in Inghilterra, è il capoluogo della regione del Midlands Orientali